# Centa San Nicolò
Centa San Nicolò là một đô thị tại tỉnh Trento trong vùng Trentino-Alto Adige/Südtirol, có vị trí khoảng 14 km về phía đông nam của Trento. Tại thời điểm ngày 31 tháng 12 năm 2004, đô thị này có dân số 596 người và diện tích là 11,3 km².
Centa San Nicolò giáp các đô thị: Caldonazzo, Calceranica al Lago, Vattaro, Besenello, và Folgaria.